# Entscheidungssammlung zum Familienrecht
Entscheidungssammlung zum Familienrecht, EzFamR, heißt eine Loseblatt-Sammlung im Luchterhand Fachverlag. Sie umfasst 12.906 Seiten. Die Sammlung beinhaltet Entscheidungen der obersten und oberen Gerichte im Familienrecht. Die Entscheidungen seit Beginn der 1980er Jahre sind im Volltext dargestellt, die Entscheidungen davor zum Teil in einer Leitsatzversion. Die Lieferungen erscheinen alle zwei Wochen.